# Лазня Калі-Жунуса
Лазня Калі-Жунуса — пам'ятка господарсько-побутової архітектури XIX століття, розташована в казахському місті Таразі. У 1982 році лазня Калі-Жунуса була включена до списку пам'яток історії та культури Казахської РСР республіканського значення та взята під охорону держави.

## Архітектура
Із внутрішніх приміщень десять було збережено у первісному вигляді, зруйноване одинадцяте було відновлено. Приміщення поєднуються між собою арочними проходами.
Загальна площа будівлі 18×25 м. Товщина стін — 0,8 м, висота — від 2,5 до 3 м, висота приміщень до куполів — від 4 до 6 м.
Споруда повністю складена із паленої цегли. У верхній частині куполів є невеликі прямокутні отвори для освітлення. Приміщення всередині оздоблені арками, фігурними нішами.